# Lac Ezequiel Ramos Mexía
 (décembre 2013).
Si vous disposez d'ouvrages ou d'articles de référence ou si vous connaissez des sites web de qualité traitant du thème abordé ici, merci de compléter l'article en donnant les références utiles à sa vérifiabilité et en les liant à la section « Notes et références ».
Le lac Ezequiel Ramos Mexía est un lac artificiel d'Argentine situé en Patagonie, sur le río Limay, branche mère du fleuve río Negro, à la frontière entre les provinces de Neuquén et de Río Negro.
Il est le lac de retenue créé à la suite de l'édification du barrage d'El Chocón, dont la construction est achevée en 1978. Le lac Ezequiel Ramos Mexía a une superficie de 816 km2.

## Le lac en chiffres
(décembre 2013).
- Sa surface se trouve à une altitude de 381 mètres.
- Sa superficie est de 816 km2 (largement plus étendu que le lac Léman en France et en Suisse).
- Sa profondeur moyenne est de 24,7 mètres.
- Sa profondeur maximale est de 60 mètres.
- Le volume d'eau contenu est de 20,2 milliards de mètres cubes ou 20,2 kilomètres cubes.
- La longueur de ses rives est de 346 kilomètres.
- La surface de son bassin est de 24 420 km2.
- Le temps de résidence des eaux est de moins d'un an.
- Le débit moyen du río Limay au niveau du barrage est de 722 m3/s, plus important que celui de l'Elbe à Hambourg.